# Championnat de Porto Rico de football 2009
Navigation
Saison précédente Saison suivante
La saison 2009 du Championnat de Porto Rico de football est la cinquième édition de la première division à Porto Rico. Les neuf formations de l'élite sont réunies au sein d'une poule unique où elles s'affrontent deux fois au cours de la saison. Ensuite, les quatre premiers disputent la phase finale pour déterminer le vainqueur du championnat.
C'est le Bayamón FC, nouveau venu dans le championnat, qui remporte la compétition cette saison après avoir battu lors de la finale l'Atlético de San Juan FC. C’est le tout premier titre de champion de Porto Rico de l'histoire du club.

## Les clubs participants
- Sevilla FC
- CA River Plate
- Atlético de San Juan FC
- Guaynabo Fluminense FC
- Académia Quintana
- Giants de Carolina FC
- Caguas Huracán FC
- Tornados de Humacao
- Bayamón FC

## Compétition
Le barème de points servant à établir le classement se décompose ainsi :
- Victoire : 3 points
- Match nul : 1 point
- Défaite : 0 point

### Phase régulière

#### Classement
| Rang | Équipe                  | Pts | J  | G  | N | P  | Bp | Bc | Diff |
| ---- | ----------------------- | --- | -- | -- | - | -- | -- | -- | ---- |
| 1    | CA River Plate          | 44  | 16 | 14 | 2 | 0  | 56 | 14 | +42  |
| 2    | Bayamón FC              | 36  | 16 | 11 | 3 | 2  | 44 | 10 | +34  |
| 3    | Sevilla FCT             | 32  | 16 | 10 | 2 | 4  | 43 | 18 | +25  |
| 4    | Atlético de San Juan FC | 31  | 16 | 10 | 1 | 5  | 27 | 20 | +7   |
| 5    | Giants de Carolina FC   | 18  | 16 | 5  | 3 | 8  | 18 | 29 | -11  |
| 6    | Académia Quintana       | 17  | 16 | 4  | 5 | 7  | 19 | 26 | -7   |
| 7    | Guaynabo Fluminense FC  | 17  | 16 | 5  | 2 | 9  | 24 | 35 | -11  |
| 8    | Caguas Huracán FC       | 7   | 16 | 2  | 1 | 13 | 20 | 58 | -38  |
| 9    | Tornados de Humacao     | 3   | 16 | 0  | 3 | 13 | 16 | 57 | -41  |

|  | Qualification pour la phase finale et la CFU Club Championship 2010 |
|  | Qualification pour la phase finale                                  |
|  | T : Tenant du titre                                                 |

#### Matchs
| Résultats (▼dom., ►ext.) | BAY | SEV | RPL | ATL | FLU | ACA | GIG  | HUR | TOR |
| Bayamón FC               |     | 1-0 | 0-0 | 2-0 | 1-0 | 4-1 | 1-0  | 8-0 | 5-0 |
| Sevilla FC               | 1-0 |     | 0-3 | 0-1 | 2-1 | 1-2 | 10-2 | 5-1 | 4-2 |
| CA River Plate           | 3-2 | 2-2 |     | 4-1 | 5-0 | 5-2 | 5-1  | 5-1 | 4-0 |
| Atlético de San Juan FC  | 1-3 | 0-2 | 1-3 |     | 4-1 | 2-1 | 2-1  | 3-1 | 2-0 |
| Guaynabo Fluminense FC   | 1-4 | 2-5 | 0-1 | 0-2 |     | 4-0 | 1-0  | 3-0 | 1-1 |
| Académia Quintana        | 0-0 | 0-0 | 0-1 | 0-0 | 5-2 |     | 0-1  | 2-1 | 4-2 |
| Giants de Carolina FC    | 1-1 | 1-2 | 1-2 | 0-1 | 0-0 | 2-1 |      | 4-1 | 2-2 |
| Caguas Huracán FC        | 1-4 | 0-6 | 1-5 | 1-5 | 3-5 | 0-0 | 0-1  |     | 5-1 |
| Tornados de Humacao      | 1-8 | 0-3 | 2-8 | 1-2 | 2-3 | 1-1 | 0-1  | 1-4 |     |

### Phase finale

#### Demi-finales
| Équipe 1                | Résultat | Équipe 2       | Aller | Retour |
| ----------------------- | -------- | -------------- | ----- | ------ |
| Atlético de San Juan FC | 2 - 1    | CA River Plate | 1 - 0 | 1 - 1  |
| Sevilla FC              | 2 - 3    | Bayamón FC     | 2 - 3 | 0 - 0  |

### Finale
| Équipe 1                | Résultat | Équipe 2   | Aller | Retour |
| ----------------------- | -------- | ---------- | ----- | ------ |
| Atlético de San Juan FC | 2 - 3    | Bayamón FC | 2 - 2 | 0 - 1  |

## Bilan de la saison
| Championnat de Porto Rico de football 2009 |                        |
| Champion                                   | Bayamón FC (1er titre) |
| Qualifications continentales               |                        |
| CFU Club Championship 2010                 | CA River Plate         |
| CFU Club Championship 2010                 | Bayamón FC             |
| Promotions et relégations                  |                        |
| Promus en Puerto Rico Soccer League        | Aucun                  |
| Relégués                                   | Aucun                  |